# Sigrid Bazán
Sigrid Tesoro Bazán Narro (Lima, 27 de septiembre de 1990) es una periodista, politóloga, activista feminista y política peruana. Se desempeñó como locutora en Radio Exitosa, presentadora de noticias en Latina Televisión y columnista en el diario La República. Actualmente es congresista de la república por la región Lima para el periodo 2021-2026.

## Biografía
Sigrid Bazán nació el 27 de septiembre de 1990 en Miraflores, en la ciudad de Lima. Realizó sus estudios escolares en el Colegio Reina del Mundo de Lima. Luego estudió la carrera de Ciencias políticas en la Pontificia Universidad Católica del Perú, donde fue presidenta de la Federación de Estudiantes Universitarios en el año 2012.
Fue conductora del noticiero 90 segundos, de Latina Televisión, y también del espacio dominical Reporte semanal, desde el año 2015 hasta su salida en noviembre del año 2020; y en RTV, canal digital del diario La República', donde también fue columnista y conductora.

## Trayectoria política
Sigrid Bazán incursiona en el ámbito político como militante del Partido Socialista, partido fundado por el excongresista y recordada figura de la izquierda peruana, Javier Diez-Canseco. Bazán también es parte del movimiento social Ni una menos.

### Congresista
Para las elecciones generales del año 2021, Bazán anunció su candidatura al Congreso de la República por el partido Juntos por el Perú, que tenía como candidata presidencial a Verónika Mendoza, lideresa del movimiento Nuevo Perú. Resultó electa congresista, con 44 359 votos, para el periodo parlamentario 2021-2026.
Durante la campaña, recibió críticas por parte de sus antiguos colegas de profesión y personalidades televisivas, entre los más destacados los periodistas Juliana Oxenford y Beto Ortiz, mientras que fue apoyada por las organizaciones Movimiento Manuela Ramos y el Centro de la Mujer Peruana Flora Tristán, ya que consideraron que Bazán estaba siendo «víctima de acoso político sexista».
En el parlamento, ejerce como presidenta de la Comisión de Trabajo. Es opositora al gobierno de Dina Boluarte, quien cuenta con varias denuncias de represión policial y violación de derechos humanos.